# Marici

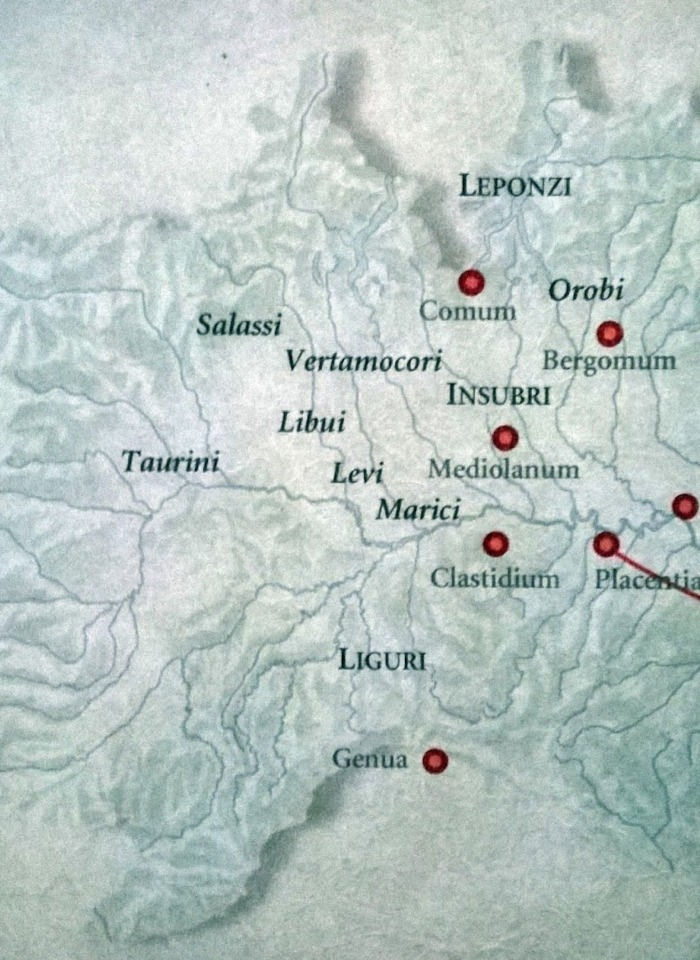
Popolazioni preromane del Piemonte

I Marici sono un antico popolo celtoligure della Provincia di Pavia, della Provincia di Alessandria e Provincia di Piacenza.

## Storia
Essi sono ricordati da Plinio come fondatori di Pavia insieme ai Levi nella regio Transpadana:
(Plinio il vecchio, Naturalis historia (III, 124))
Nessun altro cenno sui Marici dagli autori antichi. Da secoli peraltro gli storici hanno pensato di identificare con essi un popolo padano nominato da Polibio:
(Polibio (II, 17, 7))
(Polibio (II, 32, 1))
(Polibio (II, 34, 5))
Esisteva dunque un popolo, gli Anamari, che abitava a sud del Po, attorno a Casteggio (Clastidium), situata a pochi chilometri da Pavia. Il fatto che Polibio non nomini, elencando i popoli della zona, i Marici, e Plinio non nomini gli Anamari, può naturalmente spiegarsi identificando i due nomi (nelle forme usate in epoca diversa) con lo stesso popolo. Nella tradizione manoscritta, alquanto trascurata, gli Anamari appaiono anche come Anari e Anani.
All'identificazione di Anamari e Marici si opporrebbe l'attribuzione degli Anamari ai Celti, da parte di Polibio. Ma lo stesso "errore" Polibio lo commette a proposito dei Levi. Certo è che Clastidium, città degli Anamari, è detta ligure da Livio (che non nomina mai Marici o Anari):
(Tito Livio, Ab Urbe Condita, XXXII,29)
Il fatto che la città fosse ligure non esclude che i Marici siano Celti giunti successivamente nel territorio dei liguri Levi nel IV secolo, sempre Livio assicura che oltre la Trebbia (verso l'Oltrepò pavese) c'erano i celti. L'antico nome di Broni; Camillomagus, e lo stesso nome del fiume Trebbia è di chiara lingua celtica.
Gli storici hanno creduto che gli Anamari abitassero presso Piacenza, ma solo per l'arbitraria correzione (da parte di Cluverio) di Marsiglia con Piacenza nel brano citato di Polibio. In realtà non sappiamo il motivo di questo riferimento ma ci sono tre ipotesi: 
-applicava una visione molto semplificata della geografia italiana per un pubblico greco a cui Marsiglia era nota per via dei Focesi;
-credeva che gli Appennini e le Alpi si congiungessero sopra Marsiglia (cfr. quanto detto sui Levi), essendo gli Anamari il più occidentale popolo padano a lui noto lungo gli Appennini ne concludeva che erano stanziati presso Marsiglia;
-gli Anamari erano forse originari di Marsiglia oppure in quella città era presente una tribù dallo stesso nome inducendolo a fare confusione.
Non è detto dunque che gli Anamari giungessero fino a Piacenza o addirittura oltre verso lo Stirone. Rimane certo che dopo aver stipulato un trattato con gli Anamari, i romani proseguono nel loro territorio seguendo la futura via Postumia fino ad attraversare il Po nella zona di confluenza con l'Adda. Non sappiamo dove sfociasse l'Adda ma comunque tra Piacenza e Cremona.
A questo punto, quale area possiamo attribuire ai Marici? Certamente da Casteggio, quindi dall'Oltrepò Pavese, giungevano fino alle porte di Pavia, in cui convivevano con i Levi. Erano però diffusi anche in Lomellina, come indica il nome della Porta Marica, nelle antiche mura di Pavia, da dove usciva la strada per la bassa Lomellina. Una porta con lo stesso nome era presente nelle mura di Alessandria, demolite solamente nel '900 e ben visibile sulle mappe e sulle incisioni che rappresentano la città vecchia. Si estendevano anche nei monti a sud di Casteggio, come indica il toponimo Vicomaricus (oggi Vigomarito, frazione di Menconico presso Varzi, ma anche Vicomarino, frazione di Ziano Piacentino, in provincia di Piacenza); e a ovest di Casteggio, presso Voghera, dove l'atlante del Magini (1620, ma basato su un rilievo più antico) pone il paese di Mezzomerico, ancora esistente come Mareghi nella carta del Borgonio.
Ancora, potremmo identificare con i Marici i Maricii, che secondo Bernardo Sacco, storico pavese del XVI secolo, abitavano nel Castrum Mariciorum presso Sannazzaro de' Burgondi, situato nella bassa Lomellina, distrutto dal Po. Agli stessi è attribuita Pietra Marazzi, già Petra Mariciorum, presso Alessandria. Questo ci consentirebbe di estendere l'area dei Marici, su entrambe le sponde del Po, dalla Provincia di Pavia alla vicina Provincia di Alessandria.
Altro termine toponomastico della zona è Bosco Marengo (Lucus Maricorum) sempre vicino ad Alessandria. La località Mamago in provincia di Piacenza da mari-magus mercato o campo dei Marici.

## Etnonimo
Stanislao Bardetti, considerava Mares un eroe eponimo dei Marici al contrario di quanto scritto da Predestino. Predestino descriveva Mares come un centauro, visse 123 anni resuscitando tre volte e diede origine agli Ausoni. Alcune indagini farebbero derivare il termine di Marici dalla radice gallica "maros" cioè "alto". Il nome etnico potrebbe tradursi con "I grandi" o "Gli alti". A riprova dell'origine celtica del termine si può citare il nome di un leader boico: Mariccus.

## Tribù
Secondo C.Goggi i Marici o Anamari erano formati da una "confederazione": Kerdiciati, Kellelati, Ilvates e Levi. Questa teoria non gode di molto seguito tra gli storici. Secondo lo studioso la città di Ticinum non poteva essere stata fondata da due popoli diversi, quindi questi due gruppi dovevano far parte di un unico popolo: gli Anamari. È anche vero che Claudio Tolomeo definisce Ticinium città Insubre. A riprova del collegamento tra Levi e Kellelati Goggi cita i vocaboli presenti nella Tabula alimentaria Traianea come ad esempio i monti Leveli. Alla tribù dei Kerdiciati Goggi collega Casteggio ossia "Karstiton" o "Klastiton" e l'idronimo Chero da "Kerno". I Kellelati per lui non sarebbero altro che gli abitanti di Veleia: Ilvates..
Cerdiciates potrebbe significare "gli artigiani" o "gli operosi" mentre Celeiates "i compagni".
Non è detto che Levi e Ilvates facciano parte di una confederazione, certo è che il destino di Casteggio e degli Ilvates risulta fortemente intrecciato.
(Tito Livio, Ab Urbe condita libri (XXXII,31))
Rimane incerta l'identificazione dei Celini citati da Livio, potrebbero essere un'ulteriore tribù oppure essere il sinonimo di Cerdiciati e Celeiates.
(Tito Livio, Ab Urbe condita libri (XXXI,10))
Prima della conquista romana nel loro territorio erano presenti piccoli insediamenti di Etruschi, rimasugli dell'etruria padana a seguito della battaglia del fiume Ticino.
Alcuni storici partendo dal termine Voghera ipotizzarono l'esistenza della tribù degli Iriati.

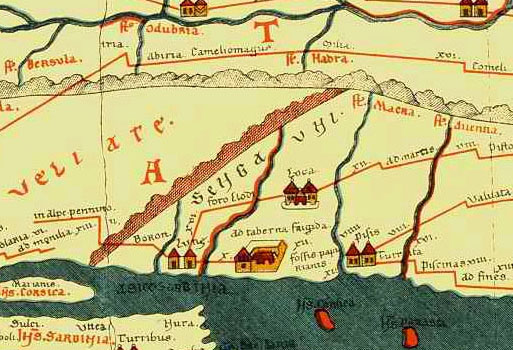
Tabula Peutingeriana: Pars IV - Segmentum IV, da notare che la mappa riporta il nome dei Veleiati ma non indica altre popolazioni come Kerdiciati, Levi o Marici

## Cronologia
-223 a.c. Alleanza e sottomissione ai romani, installazione di una guarnigione e di magazzini di grano a Casteggio e a Victumulae ad opera dei consoli Caio Flaminio Nepote e Pubblio Furio Filo.
-222 a.c. Battaglia di Casteggio: gli Insubri assediano la città, ma vengono sconfitti.
-218 a.c. Corruzione di Dario di Brindisi, dopo la battaglia del Ticino Annibale entra in possesso dei magazzini di grano di Casteggio. Annibale scopre il doppio gioco degli Anares coi romani e il loro territorio viene saccheggiato per punizione. Tiberio Sempronio Longus interviene in loro aiuto.
-200 a.c. Distruzione di Piacenza ad opera di una coalizione di liguri e galli guidati da Amilcare.
-197 a.c. Casteggio e Retorbido si arrendono ai romani così come le due tribù; Casteggio è incendiata da Quinto Minucio Rufo.
-196 a.c.La spedizione di Lucio Purpureo Furio e Marco Claudio Marcello attraversa il loro territorio.

## Ritrovamenti archeologici
In uno scavo archeologico condotto a Casteggio è stata ritrovata una testa in bronzo di arte Lateniana. Questo ritrovamento non permette di definire se l'etnia della popolazione fosse Ligure o meno, ma testimonia la presenza di cultura celtica nella zona.
Il glottologo Poccetti propone un legame tra la misteriosa dramma Anarekartos di ignoto ritrovamento, con la popolazione degli Anares traducibile come Artù re degli Anari.